# Magden
Magden (schweizerdeutsch: Magde ˈmɑgdə) ist eine Einwohnergemeinde im Schweizer Kanton Aargau. Sie gehört zum Bezirk Rheinfelden, liegt im Westen der Region Fricktal, etwa drei Kilometer südlich der Grenze zu Deutschland, und grenzt an den Kanton Basel-Landschaft.

## Geographie
Das Dorf liegt am Magdenerbach, der zunächst in Richtung Westen, dann nach Norden fliesst und bei der Altstadt von Rheinfelden in den Rhein mündet. Der flache Talboden ist durchschnittlich 200 Meter breit und wird von Hügeln des Tafeljuras begrenzt. Diese steigen im unteren Bereich steil an und gehen in Hochebenen über, die teils bewaldet sind und teils landwirtschaftlich genutzt werden. Auf der Nordseite des Magdenertals liegt der «Galgen» (450 m ü. M.), ein Ausläufer des 632 Meter hohen Sonnenbergs. An der Westseite des Tals erhebt sich der Schönenberg (469 m ü. M.). Im Dorfzentrum zweigt in Richtung Südsüdost das Tal des Wintersingerbachs ab, in dem der Weiler Iglingerhof (370 m ü. M.) liegt. Zwischen diesem Tal und dem Magdenertal befindet sich der Önsberg (563 m ü. M.). Etwa einen Kilometer südlich des Dorfzentrums verzweigt sich das Wintersingertal; in Richtung Südsüdwest erstreckt sich ein fast drei Kilometer langes Seitental, schlicht «Tal» genannt. Dazwischen erhebt sich der 514 Meter hohe Chüller. Ganz im Südwesten steht der 607 Meter hohe Halmet.
Die Fläche des Gemeindegebiets beträgt 1102 Hektaren, davon sind 464 Hektaren bewaldet und 128 Hektaren überbaut. Der höchste Punkt liegt auf dem Gipfel des Halmet, der tiefste auf 308 m ü. M. am Magdenerbach. Nachbargemeinden im Aargau sind Olsberg im Westen (mit einer kleinen Exklave im Süden), Rheinfelden im Nordwesten und Möhlin im Nordosten. Nachbargemeinden im Kanton Baselland sind Arisdorf und Hersberg im Südwesten, Nusshof im Süden, Wintersingen im Südosten und Maisprach im Osten.

## Geschichte
Diverse Einzelfunde auf dem Gemeindegebiet deuten auf eine Besiedlung während der Römerzeit hin. Eine in Kaiseraugst gefundene Inschrift aus der Regierungszeit von Kaiser Valentinian I. beschreibt die Wiederherstellung der «murum magidunensem», die Ostmauer des fünf Kilometer westlich gelegenen Kastells. Die erste urkundliche Erwähnung erfolgte im Jahr 804, als der alamannische Adlige Morand den Hof Magden (in curte magaduninse) der Abtei St. Gallen schenkte. Der Ortsname stammt vom keltischen *Magodunon und bedeutet «befestigte Anlage auf dem freien Feld». 1036 vermachte Graf Ulrich von Lenzburg seinen gesamten Grundbesitz in Magden dem Stift Beromünster. Die damals erwähnte Kirche dürfte im 7. Jahrhundert entstanden sein. Nach dem Aussterben der Lenzburger im Jahr 1173 stellte Kaiser Barbarossa dem Stift Beromünster einen Schutzbrief aus und bestätigte dessen Besitz in Magden.
Die Landesherrschaft ging 1232 von den Grafen von Homberg-Tierstein an die Habsburger über. 1255 erfolgte die erste urkundliche Erwähnung des Dorfes Iglingen, dem heutigen Iglingerhof. 1351 musste das Stift Beromünster wegen einer finanziellen Notlage seinen gesamten Besitz in Magden an das Kloster Olsberg verkaufen. Am 18. November 1409 kam es zur «Schlacht bei Magden»: Bürger der Stadt Rheinfelden kehrten von einem Viehraubzug aus dem Waldenburgertal zurück. Bei Magden lauerten ihnen die Baselbieter auf. Bei dieser Auseinandersetzung starben 80 Rheinfelder und 30 Baselbieter. Das Ende des 12. Jahrhunderts entstandene Dorf Deschlikon im «Tal» wurde 1437 durch einen Erdrutsch vollständig zerstört und danach nicht wieder aufgebaut. 1461 gelangten die Nachbardörfer Magdens in den Besitz der Stadt Basel. Die Habsburger verpfändeten nach dem Waldshuterkrieg von 1468 das gesamte Fricktal an Burgund. Als die Burgunder von den Eidgenossen während der Burgunderkriege vernichtend geschlagen worden waren, kam Magden 1477 wieder unter österreichische Herrschaft.
Nach der Reichsreform des österreichischen Kaisers Maximilian I. im Jahr 1491 gehörte Magden zu Vorderösterreich und lag in der Landschaft Möhlinbach, einer untergeordneten Verwaltungseinheit der Kameralherrschaft Rheinfelden (ab 1752 im Oberamt Breisgau). Am 30. Mai 1499 bezog das 6000 Mann starke habsburgische Reichsheer während des Schwabenkriegs Quartier in Magden. Die Soldaten plünderten die Region; und sämtliche Bewohner von Magden, Maisprach und Wintersingen mussten nach Liestal fliehen. Im Jahr 1525, während der Reformationswirren, wurde das Schwesternhaus in Iglingen verlassen; und die Einwohner Magdens beteiligten sich an der Plünderung des Klosters Olsberg. Im 17. Jahrhundert gab es kaum längere Friedenszeiten. Der Rappenkrieg, ein Bauernaufstand, dauerte von 1612 bis 1614. Der Dreissigjährige Krieg, der zwischen 1633 und 1638 auch das Fricktal erfasste, warf das Dorf in seiner Entwicklung zurück. Besonders die Schweden hinterliessen grosse Verwüstungen und plünderten das Dorf. Das kleine Dorf Höflingen an der Grenze zu Rheinfelden wurde völlig zerstört und danach nicht wieder aufgebaut. Auch während des Pfälzischen Erbfolgekriegs (1688–1697) zogen fremde Truppen durch die Region.

Luftansicht (1953)

1797 wurde das Fricktal nach dem Frieden von Campo Formio ein französisches Protektorat. Während des Zweiten Koalitionskrieges verlief hier die Frontlinie zwischen den Armeen Frankreichs und Österreichs. Die Bevölkerung litt unter Rekrutierungen, Einquartierungen, Requisitionen, Kriegsabgaben und Frondiensten. Am 20. Februar 1802 wurde Magden eine Gemeinde im Distrikt Rheinfelden des Kantons Fricktal, der sich im August der Helvetischen Republik anschloss. Seit dem 19. Februar 1803 gehört die Gemeinde zum Kanton Aargau. Von 1813 bis 1815 mussten nochmals über 16'000 österreichische Soldaten einquartiert werden, ein Achtel der Dorfbevölkerung starb an Typhus. Nach einem schweren Unwetter im Juni 1814 und zwei Missernten folgte eine erste grössere Auswanderungswelle in die Vereinigten Staaten. Weitere Auswanderungswellen gab es in den 1840er und den 1850er Jahren.
Während des Kulturkampfes traten die Dorfbewohner geschlossen zur christkatholischen Konfession über, bis 1960 war Magden die einzige Schweizer Gemeinde mit einer christkatholischen Mehrheit. Gegen Ende des 19. Jahrhunderts stürzte die Reblaus-Epidemie den Weinbau in eine tiefe Krise. An seine Stelle trat der Obstanbau (insbesondere Kirschen). 1914 erfolgte der Anschluss an das Elektrizitätsnetz. Im Zweiten Weltkrieg war die Zahl der Soldaten im Dorf zeitweise höher als diejenige der Einwohner. Die Einwohnerzahl stieg bis 1960 nur leicht an, doch dann erlebte Magden einen noch nie dagewesenen Aufschwung. Immer mehr Menschen zogen aus der Stadt Basel und deren Vororten hierher; als Folge davon wurde das Dorf mehrheitlich reformiert. Innerhalb von knapp fünfzig Jahren stieg die Einwohnerzahl um das Dreifache an.

## Wappen
Die Blasonierung des Gemeindewappens lautet: «In Weiss auf grünem Boden grüner Apfelbaum mit neun roten Früchten, beseitet von zwei Weinstöcken mit zwei blauen Trauben und zwei grünen Blättern an rotem Stickel.» Das erstmals 1872 auf dem Gemeindesiegel abgebildete Wappen stellt die zwei Hauptpfeiler der Magdener Landwirtschaft dar, den Obstbau und den Weinbau.

## Sehenswürdigkeiten

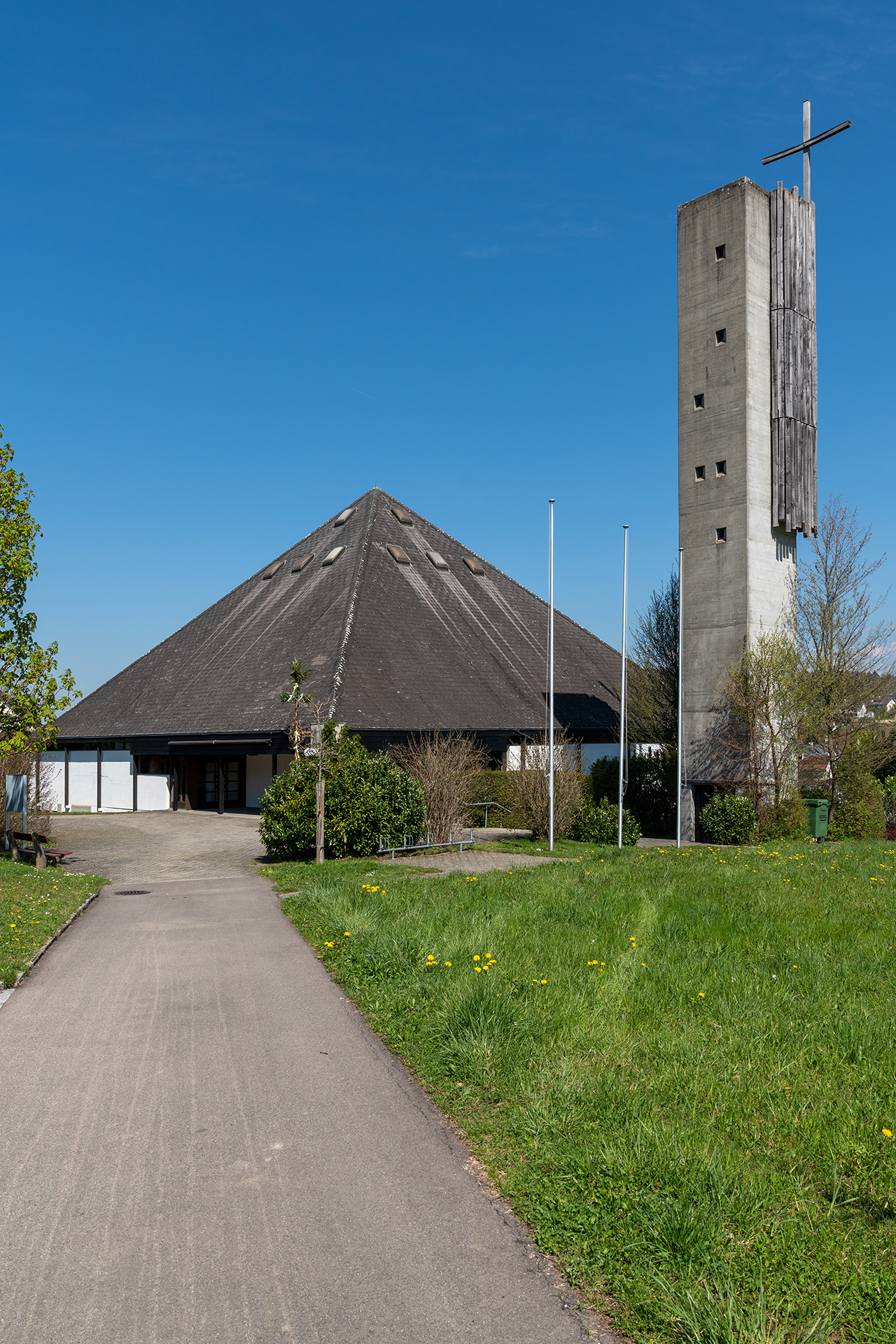
Römisch-katholische Kirche

- Christkatholische Pfarrkirche St. Martin: Erstmals 1036 erwähnt; 1620 im gotischen Stil neu erbaut; um 1750 barockisiert.
- 20-teiliges Glockenspiel (Ref. Kirchgemeindehaus Gässli)
- Madonnenfresko am Haus Maiengässli 3
- Kapelle St. Niklaus beim Iglingerhof
- Museums-Telefonzentrale
- Magdalenaquelle
- Keller der Treue

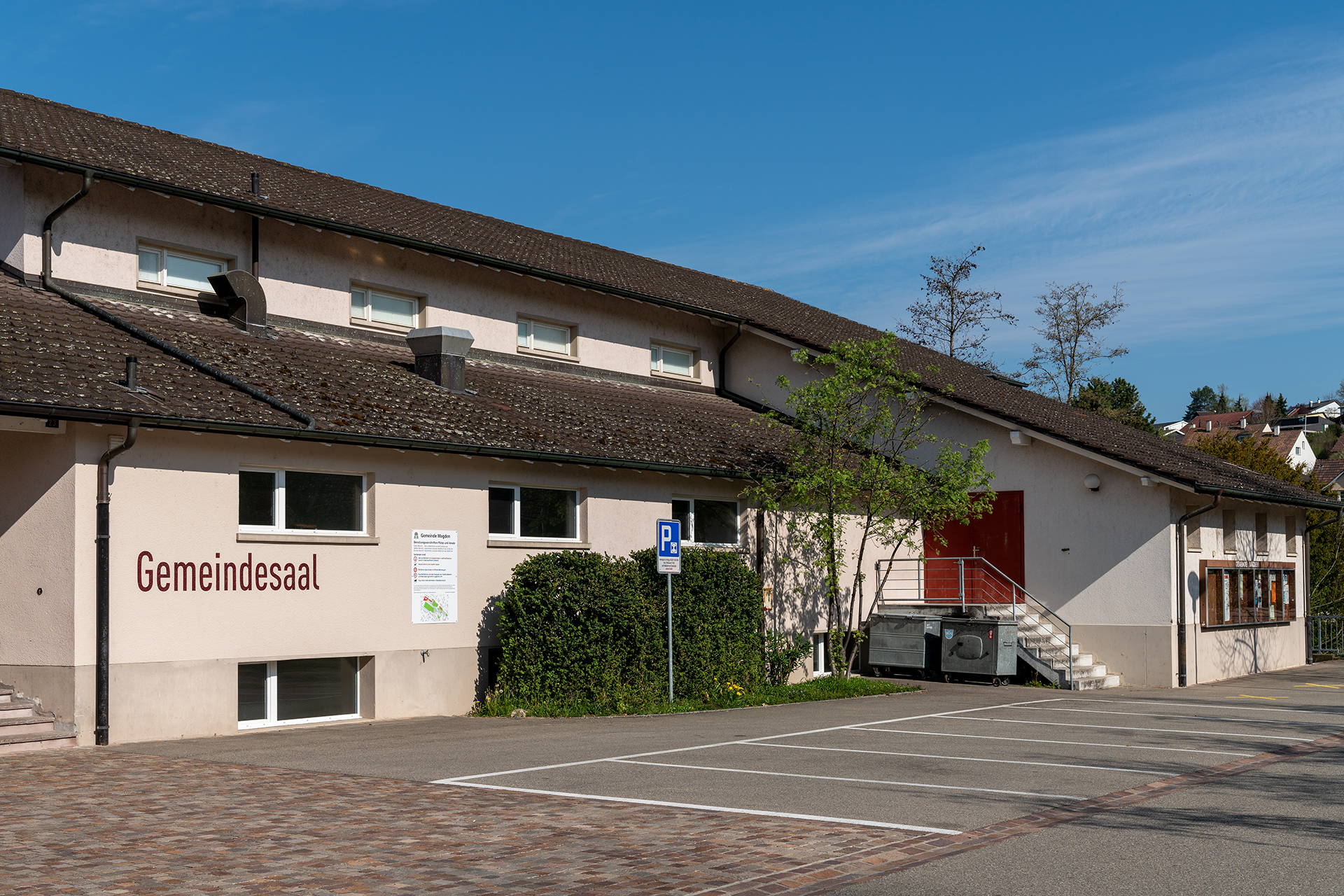
Gemeindesaal
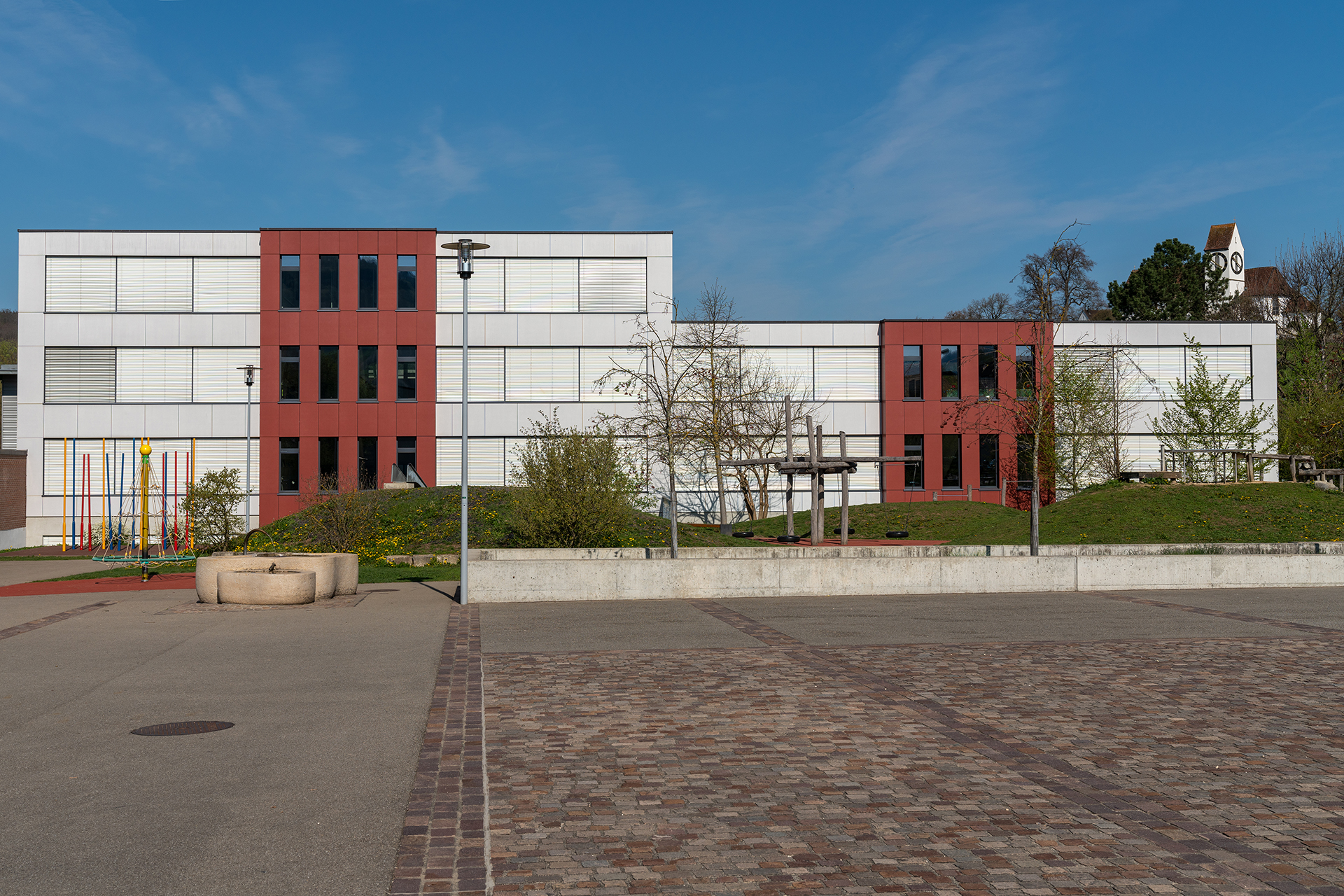
Schulhaus
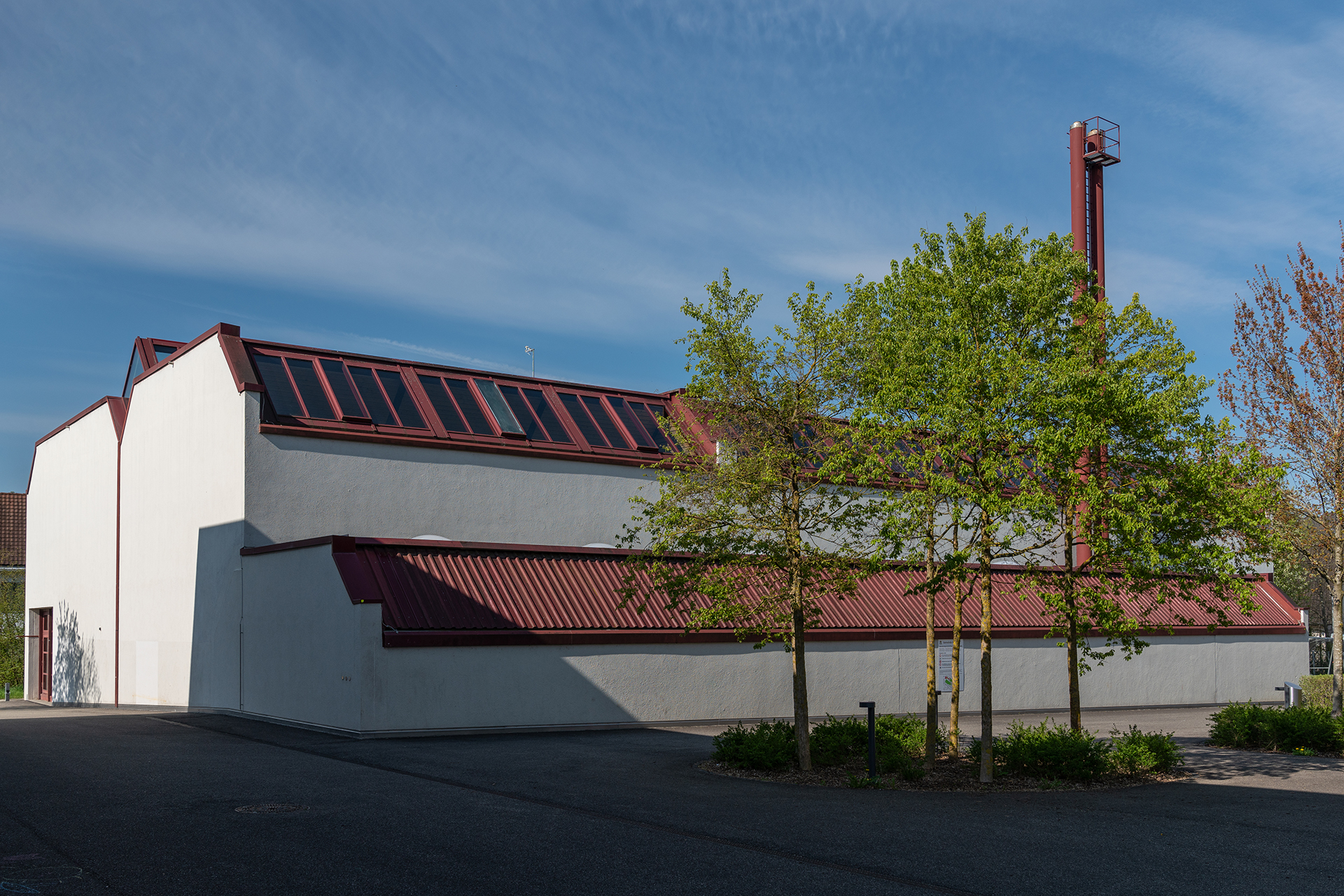
Sporthalle Juch
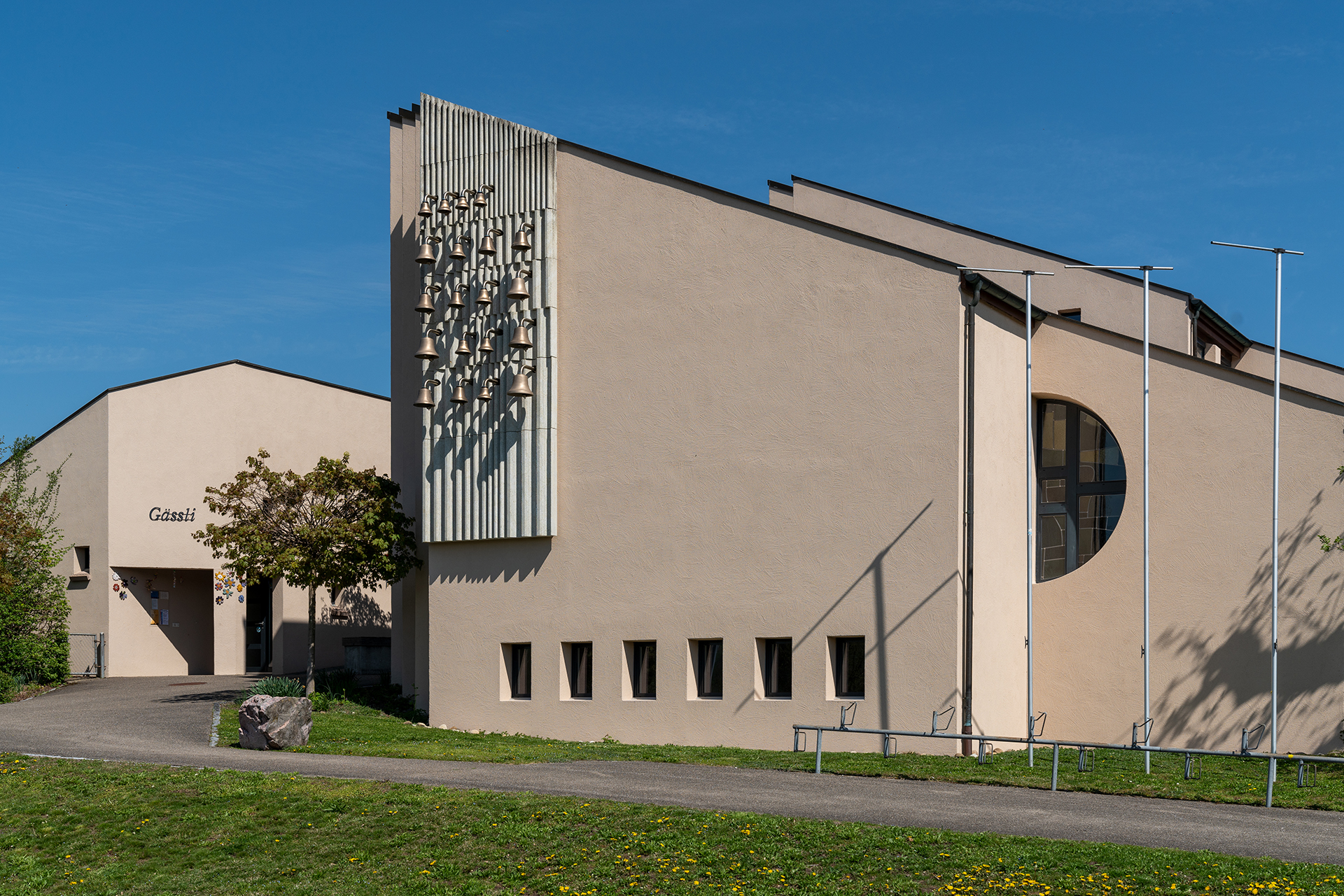
Reformiertes Kirchgemeindehaus mit Glockenspiel
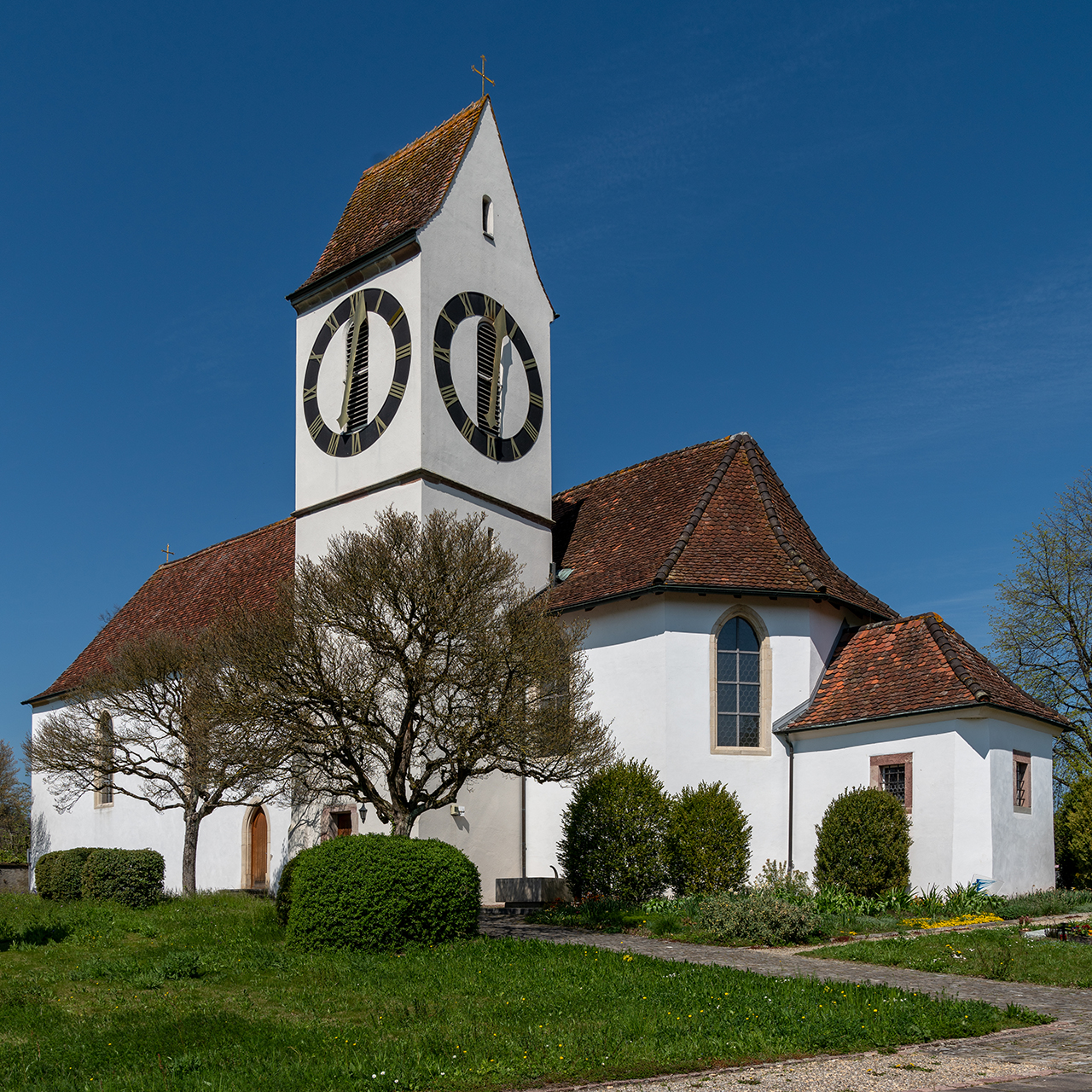
Christkatholische Kirche St. Martin

## Bevölkerung
Die Einwohnerzahlen entwickelten sich wie folgt:
| Jahr      | 1768 | 1850 | 1900 | 1930 | 1950 | 1960 | 1970 | 1980 | 1990 | 2000 | 2010 | 2020 |
| Einwohner | 869  | 1075 | 894  | 975  | 975  | 1107 | 1799 | 2218 | 2665 | 3043 | 3628 | 3872 |

Am 31. Dezember 2023 lebten 3899 Menschen in Magden, der Ausländeranteil betrug 15,1 %. Bei der Volkszählung 2015 bezeichneten sich 31,0 % als reformiert, 24,2 % als römisch-katholisch und 8,8 % als christkatholisch; 36,0 % waren konfessionslos oder gehörten anderen Glaubensrichtungen an. 92,9 % gaben bei der Volkszählung 2000 Deutsch als ihre Hauptsprache an, 1,5 % Französisch, 1,4 % Englisch, 1,0 % Albanisch und 0,9 % Italienisch.

## Politik und Recht

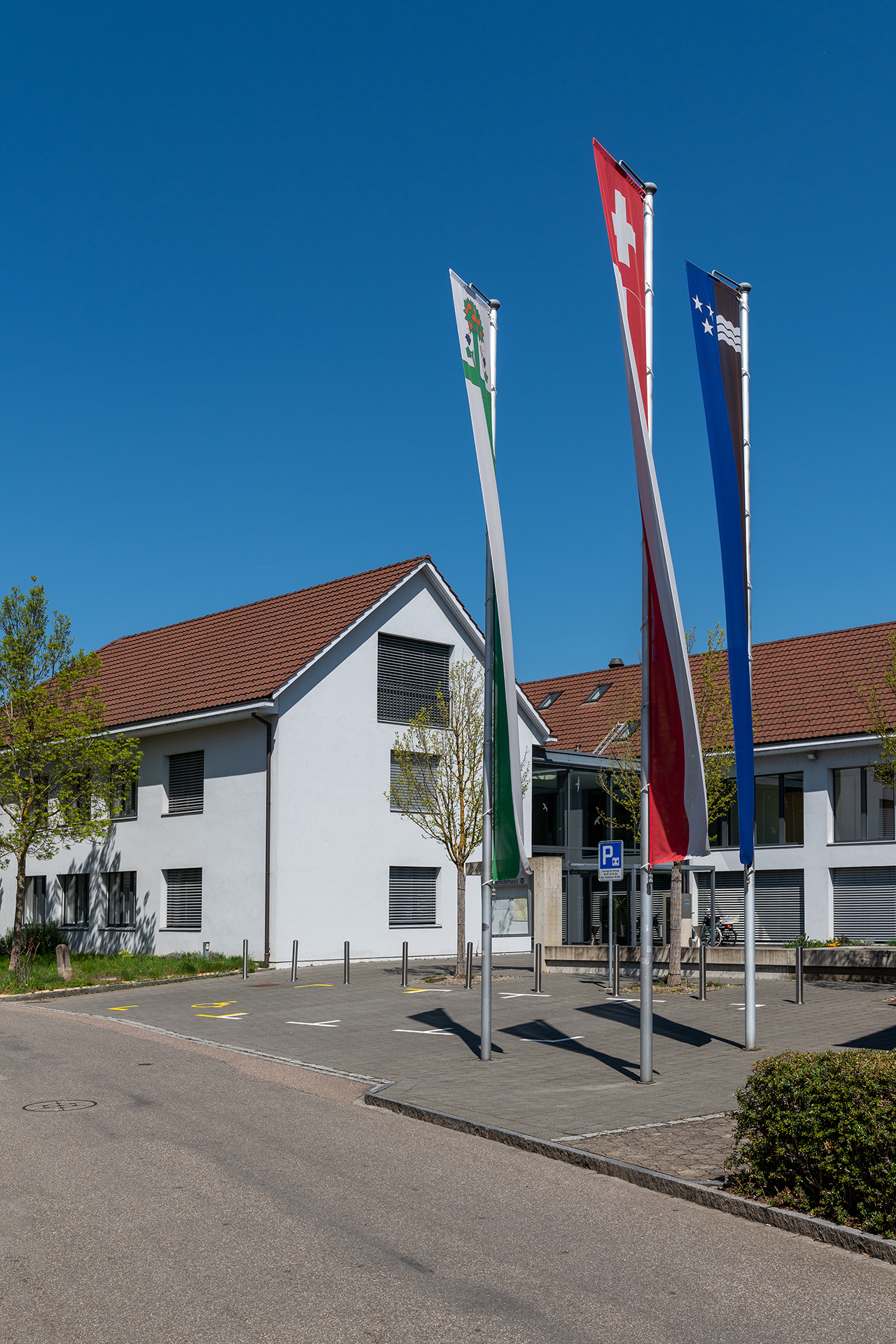
Gemeindehaus

Die Versammlung der Stimmberechtigten, die Gemeindeversammlung, übt die Legislativgewalt aus. Ausführende Behörde ist der fünfköpfige Gemeinderat. Er wird im Majorzverfahren vom Volk gewählt, seine Amtsdauer beträgt vier Jahre. Der Gemeinderat führt und repräsentiert die Gemeinde. Dazu vollzieht er die Beschlüsse der Gemeindeversammlung und die Aufgaben, die ihm vom Kanton zugeteilt wurden. Für Rechtsstreitigkeiten ist in erster Instanz das Bezirksgericht Rheinfelden zuständig. Magden gehört zum Friedensrichterkreis XIV (Rheinfelden).

## Wirtschaft
In Magden gibt es gemäss der im Jahr 2015 erhobenen Statistik der Unternehmensstruktur (STATENT) rund 770 Arbeitsplätze, davon 7 % in der Landwirtschaft, 29 % in der Industrie und 64 % im Dienstleistungssektor. Industriebetriebe sind in der Mess- und Regeltechnik, in der Prozesstechnik, im Chemie-Anlagenbau und in der Metallverarbeitung tätig. Die meisten Erwerbstätigen sind Wegpendler und arbeiten in den grösseren Gemeinden des Fricktals und in der Agglomeration der Stadt Basel.
Weiterhin von grosser Bedeutung ist der Weinbau. An den exponierten Südwest- und Südhanglagen des «Galgen» war im Jahr 2018 eine Fläche von 8,9 Hektaren mit Reben bestockt. Angebaut werden elf verschiedene Sorten, wobei Blauburgunder und Kerner überwiegen.

## Verkehr
Magden liegt an der Kantonsstrasse 497 zwischen Rheinfelden und Gelterkinden, etwas mehr als zwei Kilometer südlich der Anschlussstelle Rheinfelden der Autobahn A3. Weitere Strassen führen nach Sissach und Olsberg–Kaiseraugst. 

### Öffentlicher Verkehr
Die Anbindung an das Netz des öffentlichen Verkehrs erfolgt durch eine Postautolinie, die vom Bahnhof Rheinfelden über Magden nach Gelterkinden führt. Eine weitere Postautolinie verbindet Magden mit Olsberg und Giebenach. An Wochenenden verkehrt ein Nachtbus von Rheinfelden über Magden nach Gelterkinden.
- 99 Giebenach – Olsberg AG – Magden, Post
- 100 Bahnhof Rheinfelden – Magden – Maisprach – Buus – Rickenbach BL – Gelterkinden (Auch Nachts als Linie 100)

## Bildung
Die Gemeinde verfügt über vier Kindergärten und ein Schulhaus, in dem die Primarschule unterrichtet wird. Die Bezirksschule, die Realschule und die Sekundarschule kann in Rheinfelden besucht werden. Aufgrund einer interkantonalen Vereinbarung können Jugendliche aus Teilen des Fricktals das Gymnasium in Muttenz (Kanton Basel-Landschaft) oder in Basel absolvieren.

## Persönlichkeiten
- Walo Burkart (1887–1952), Förster und Archäologe
- Karl Glatt (1912–2003), Künstler
- Emanuel Gut (1983), Musiker
- Theophil Roniger (1844–1913), Gründer der Brauerei Feldschlösschen
- Kurt Stalder (1912–1996), christkatholischer Theologe
- Fridolin Stäuble (1817–1881), Politiker